# Gladsaxe Brandvæsen
Gladsaxe Brandvæsen er navnet på det beredskab, der driver brand- og redningstjeneste i Gladsaxe Kommune.
Det nuværende brandvæsen regnes for at være blevet etableret den 16. juni 1954, hvor Gladsaxe Brandstation blev indviet. Inden da var kommunen delt op i oprindeligt fire brandkredse – Gladsaxe, Buddinge, Mørkhøj og Bagsværd. I starten af 1900-tallet blev Søborgs villakvarter også en brandkreds. Brandslukningen var ikke velorganiseret med faste brandmænd, men det var "en almindelig borgerpligt for enhver i tilfælde af ildebrand at yde den hjælp, han formår". I hver landsby, var der et sprøjtehus og en branddam.
I 1928 indgik Gladsaxe Kommune sin første kontrakt med Falcks Redningskorps. Kontrakten kostede 20 øre pr. indbygger. Slukningen blev udført fra Falcks station på Ørnegård, der lå på Lyngbyvej 455. Der var en beskeden brandvagt på Søborg Hovedgade 124, hvor hjælpespøjten "Hønen" var garageret hos mekaniker Sandgreen.
Med det stærkt voksende indbyggertal opstod behov for eget brandvæsen og i 1954 blev den nye brandstation på Vandtårnsvej 59 indviet med to automobilsprøjter og en 27 meter drejestige.
Pr. 2012 råder brandvæsenet over to indsatslederkøretøjer, to automobilsprøjter, en 32 meter redningslift og en pionertender (kombineret slangetender og redningsvogn), et køretøj til diverse transportopgaver, samt en mindre båd til redning på søer og vandløb.
Som det første brandvæsen på Sjælland, indførte man skæreslukker efter svensk forbillede og frigørelse fra biler med kæderedning efter norsk forbillede.